# ツバメオモト属
ツバメオモト属（ツバメオモトぞく、学名：Clintonia、和名漢字表記：燕万年青属）は、ユリ科の属の一つ。

## 特徴
多年草。短い根茎から大型の根出葉を出す。根出葉の中心から花茎が立ち、まばらな総状花序をつけ、先端に1-数個の花がつく。花被片は6個あり、離生する。雄蕊は6個、花糸は糸状になり、葯は長楕円形で外側を向く。子房は上位で3室あり、数個の胚珠がある。果実は液果で球状になり、濃藍色または黒色に熟す。
ヒマラヤ、東アジア、北アメリカに約5-6種あり、日本には1種が生育する。
属名 Clintonia は、18-19世紀のアメリカの植物学者で政治家のデウィット・クリントン(DeWitt Clinton)の名に因む。

## 種

### 日本の種
- ツバメオモト Clintonia udensis Trautv. et C.A.Mey. -日本の本州の奈良県以北、北海道、南千島、樺太、朝鮮、中国、シベリア東部に分布

### 外国の種
- Clintonia alpina Kunth ex Baker (Syn. Clintonia udensis var. alpina (Kunth ex Baker) H.Hara) -ヒマラヤから中国に分布
- Clintonia andrewsiana Torr -アメリカ合衆国オレゴン州南西部からカリフォルニア州西部に分布
- Clintonia borealis (Sol.) Raf. -カナダ中央部、東部からアメリカ合衆国東部に分布
- Clintonia umbellulata (Michx.) Morong -アメリカ合衆国東部に分布
- Clintonia uniflora (Menzies ex Schult. & Schult.f.) Kunth -北アメリカ西部に分布

## ギャラリー
- Clintonia andrewsiana
- Clintonia borealis
- Clintonia udensis
ツバメオモト
- Clintonia uniflora